# Ластівка афро-азійська
Ластівка афро-азійська (Ptyonoprogne fuligula) — вид горобцеподібних птахів родини ластівкових (Hirundinidae). Поширений в Африці південніше Сахари.

## Таксономія
Вид був описаний Мартіном Ліхтенштейном у 1842 році на основі голотипу з околиць річки Бавіансклуф. Він назвав новий вид Hirundo fuligula. Зараз (2020 рік) Міжнародний орнітологічний комітет (МОК) відносить вид до роду Ptyonoprogne. Птахи, що живуть в горах Північної Африки, Аравійського півострова та південно-західної Азії, згодом виділені як окремий вид ластівка пустельна (P. obsoleta).

## Підвиди та ареал
Підвиди виділяють 6 видів:
- P. f. pusilla (Zedlitz, 1908) — південна частина Малі на схід до північної та центральної Ефіопії та західної Еритреї.
- P. f. bansoensis (Bannerman, 1923) — південно-східний Сенегал, Гвінея та Сьєрра-Леоне на схід до Нігерії та Камеруну.
- P. f. rufigula (Fischer, GA & Reichenow, 1884) — центральний і південний Чад, Центральноафриканська Республіка, західний Судан, південний і східний Південний Судан, південний захід Ефіопії та Східна Африка на південь до Зімбабве та північний і центральний Мозамбік.
- P. f. pretoriae Roberts, 1922 — південний захід Зімбабве, південний Мозамбік на південь до східної ПАР.
- P. f. anderssoni (Sharpe & Wyatt, 1887) — північно-західна та південно-західна Ангола та північна та центральна Намібія.
- P. f. fuligula (Lichtenstein, MHK, 1842) — південна Намібія, Ботсвана та західна ПАР.

## Опис
Довжина тіла 11–14 см, маса 10–30 г. Вона схожа на ластівку скельну (P. rupestris), однак на спині явно світлішого, сіро-коричневого кольору. Також є яскраві лоб і горло. Решта нижньої сторони брудно-біла.

## Спосіб життя
Живе в пустельних та гірських районах, узбережжях, населених пунктах. Ці птахи харчуються літаючими комахами, зокрема мухами (Diptera), клопами (Hemiptera), перетинчастокрилими (Hymenoptera). Сезон розмноження в Західній Африці в основному триває з квітня по червень або липень і з серпня або жовтня по листопад. В Ефіопії цей період триває з січня по березень і з травня по грудень, а в Східній Африці цілий рік, з різною інтенсивністю в залежності від регіону. Це моногамні птахи, які зазвичай гніздяться поодинці, але були помічені гніздові колонії до 40 пар. Гніздо має форму чаші, зробленої зі шматочків глини, вистеленої пір'ям, м'якою травою або рослинним пухом. У будівництві беруть участь обидва птахи. Кладка складається з 2—3 яєць, інкубація триває 17—29 (звичайно 18—20) днів. Молодняк залишає гніздо через 22—29 днів.